# Рівняння руху
Рівня́ння ру́ху — рівняння або система рівнянь, яке задає закон еволюції механічної системи з часом.
Еволюція фізичної системи однозначно визначається, якщо відомі рівняння руху і початкові умови[джерело?].
Рівняння руху - рівняння або система рівнянь, за допомогою яких можна знайти положення тіла в будь-який момент часу, знаючи початкову координату.
Існують два основних аспекти при описі законів руху: динаміка і кінематика. У кінематиці розглядають геометричний аспект руху незалежно від причин, що зумовлюють цей рух. Основними об'єктами кінематики є - матеріальна точка, абсолютно тверде тіло, пружне середовище, ідеальне середовище. У динаміці вивчають механічні взаємодії тіл, що спричиняють рух.
В шкільній програмі вивчають такі види рівнянь:
- Рівномірний рух
- Рівноприскорений рух
- Рух по колу

Приклади рівнянь руху:
- у класичній механіці
Рівняння Ньютона
Рівняння Ейлера-Лагранжа
Рівняння Гамільтона
- у квантовій механіці
Рівняння Шредінгера
Рівняння Дірака